# 桜井直
桜井直（さくらい ただし、1934年10月3日 - ）は日本の大蔵官僚。札幌国税局長、国税不服審判所次長、畜産振興事業団理事、道路開発振興センター副理事長、中小企業国際人材育成事業団理事などを歴任。

## 来歴
長野県出身。東京大学法学部第1類（私法コース）卒業。1960年 大蔵省入省（主計局総務課）。1966年7月1日 飯田税務署長。1982年6月11日 内閣官房内閣調査室内閣調査官。1983年6月7日 札幌国税局長。1985年6月25日 国税不服審判所次長。1986年6月9日 退官。同年7月 畜産振興事業団理事。1992年6月 関西国際空港常務。1993年5月 同空港専務。1995年7月 道路開発振興センター副理事長。1997年 大和証券投資信託委託顧問。2000年7月 中小企業国際人材育成事業団理事。

## 略歴
- 1960年4月：大蔵省入省（主計局総務課）[1]。
- 1965年7月：証券局総務課調査係長[3]。
- 1966年7月1日：飯田税務署長。
- 1968年7月1日：銀行局保険部保険第一課長補佐（監理）[4]。
- 1970年7月：奈良県総務部財政課長。
- 1972年7月：理財局国庫課長補佐（総括・調査・国資第一）[5]。
- 1973年8月：大臣官房地方課長補佐（総括）[6]。
- 1975年7月：名古屋国税局調査査察部長。
- 1976年7月：名古屋国税局直税部長。
- 1978年7月10日：国税庁徴収部徴収課長。
- 1980年6月25日：理財局国有財産第二課長。
- 1981年7月3日：東京国税局直税部長。
- 1982年6月11日：内閣官房内閣調査室内閣調査官。
- 1983年6月7日：札幌国税局長。
- 1985年6月25日：国税不服審判所次長。
- 1986年6月9日：退官。